# Miskito

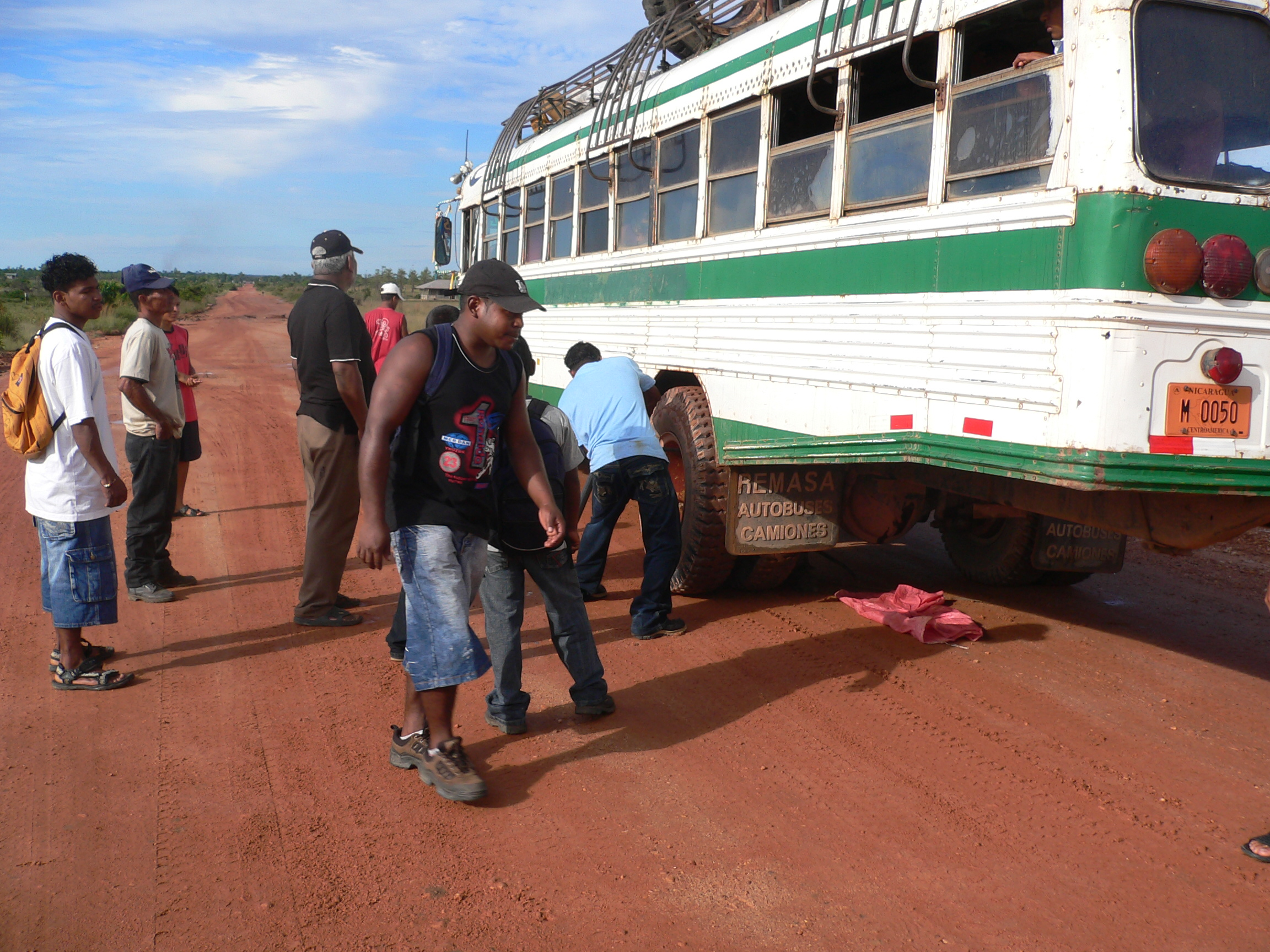
Miskito repareren bus

De Miskito zijn een inheems volk in Centraal-Amerika. Hun territorium strekt zich uit van Cape Cameron, Honduras, tot Rio Grande, Nicaragua. Er is een Miskito taal. Grote groepen Miskito spreken echter 'Miskito Engels', Spaans, Rama en andere talen. Het Miskito Engels kwam voort uit veelvuldige contacten met de Britten. Veel Miskito zijn Christelijk.
Tegenwoordig zijn er nog maar weinig (of geen) volbloed Miskito, doordat Marrons door de eeuwen heen hun toevlucht bij hen zochten en zich met hen mengden. Het gebied van de Miskito is erg ontoegankelijk, waardoor zij nauwelijks beïnvloed zijn door de Spaanse verovering van het gebied.
De traditionele Miskito gemeenschap is zeer gestructureerd, ook politiek. Er was een koning maar deze had geen absolute macht. Die macht was verdeeld over hem, een gouverneur, een generaal, en sinds de jaren 1750 een admiraal. De historische informatie over de koningen is vaak vervormd door het feit dat veel van de koningen semi-mythisch waren.
Spanjaarden arriveerden in het land van de Miskito in 1787, maar de Miskito bleven het gebied domineren vanwege hun grote aantal en hun ervaren leger. De Miskito voelden zich nooit gecontroleerd door de regering van Nicaragua, en veel Miskito beschouwen zich vandaag de dag niet als Nicaraguanen.
Vanwege de Britse economische interesse in Centraal-Amerika (vooral in Brits Honduras, het huidige Belize) konden de Miskito vuurwapens verwerven. Na de stichting van Nicaragua begonnen gecombineerde Miskito-Zambo overvallers Spaanse nederzettingen in Honduras aan te vallen, vaak om tot slaaf gemaakte Miskito te bevrijden voordat zij werden ingescheept naar Europa, maar vaak ook om andere Amerikaanse Indianen tot slaaf te maken om hen te verkopen aan de Britten om te werken op Jamaica. Zij maakten ook vrouwen van andere stammen tot slaaf. Deze aanvallen gingen door tot lang nadat de vijandigheid tussen Groot-Brittannië en Spanje beëindigd was. Lange tijd beschouwden de Miskito zichzelf superieur aan andere stammen in het gebied, die ze 'wild'noemden. Geschiedkundigen vermoeden dat de Miskito een Britse identiteit nastreefden; Europese kleding was geliefd onder de Miskito, en de Miskito koningen hadden zelfs Engelse namen.
Door het toegestaan zijn van polygamie en door de toevoer van vrouwen uit de plundertochten nam de Miskito populatie snel toe.
De Miskitokust was van 1655 tot 1860 een protectoraat van het Verenigd Koninkrijk. Hierdoor waren de Miskito in staat om hun relatieve onafhankelijkheid te behouden gedurende de Spaanse overheersing en de Verenigde Staten van Centraal-Amerika. In 1860 werd het gebied krachtens het Verdrag van Managua tussen Honduras en Nicaragua verdeeld. In Nicaragua kregen de Miskito autonomie, in het zogeheten Miskitoreservaat. Na de dood van het heersende opperhoofd weigerde Nicaragua echter de nieuwe hoofdmannen van de Miskitostam te aanvaarden. Het geschil tussen de Miskito-indianen en Nicaragua werd voorgelegd aan de Oostenrijkse keizer Frans Jozef I. Deze gaf de Miskito's gelijk (1880). Tussen 1880 en 1894 was er daarom sprake van een grote mate van autonomie. Op 20 november 1894 gaven de Miskito's hun zelfbestuur op. Het gebied werd geïntegreerd in Nicaragua, en werd het departement Zelaya. Sinds 1986 is het verdeeld in twee autonome regios, de Región Autónoma del Atlántico Norte en de Región Autónoma del Atlántico Sur.
Ch'orti' · Garifuna · Jicaque · Lenca's · Miskito · Pech · Sumo